# Dysprosium(III)-fluorid
Dysprosium(III)-fluorid ist eine chemische Verbindung des Seltenerd-Metalls Dysprosium aus der Gruppe der Fluoride.

## Gewinnung und Darstellung
Dysprosium(III)-fluorid kann durch Reaktion von Dysprosium(III)-oxid mit Fluorwasserstoff gewonnen werden.
{\displaystyle \mathrm {Dy_{2}O_{3}+6\ HF\longrightarrow 2\ DyF_{3}+3\ H_{2}O} }

## Eigenschaften
Dysprosium(III)-fluorid ist ein weißer geruchloser Feststoff, der unlöslich in Wasser ist. Er besitzt eine orthorhombische Kristallstruktur mit der Raumgruppe Pnma (Raumgruppen-Nr. 62).